# دائرة بني بوسعيد
دائرة بني بوسعيد إحدى دوائر ولاية تلمسان عاصمتها بني بوسعيد. وتضم كل من بلديات:
- بني بوسعيد
- سيدي مجاهد